# Мыс Желания (полярная станция)
Полярная станция Мыс Желания — полярная станция на Северном острове архипелага Новая Земля, вблизи его крайней северной оконечности. Действовала с 1931 по 1997 годы. С 2013 г. используется как опорный пункт Национального Парка «Русская Арктика».

## История
Морская гидрометеорологическая полярная станция Мыс Желания была организована в 1931 году Управлением безопасности кораблевождения на Севере. В 1932 году станция передана Главному управлению Северного морского пути, а в 1962 году — Главному управлению Гидрометслужбы СССР. С 1931 года на станции проводились метеорологические наблюдения по программе II разряда. Актинометрические наблюдения велись с 1936 по 1938 годы и с 1956 года до закрытия станции. Морские прибрежные гидрометеорологические наблюдения велись с 1934 года по 1996 год. Аэрологические наблюдения проводились с 1931 года по 1992 года.
25 августа 1942 года станция была разрушена артиллерийским огнем немецкой подводной лодки. Был уничтожен метеорологический домик со всем оборудованием и архивом. Погибли материалы наблюдений с сентября 1941 года по 25 августа 1942 года. Метеорологическая площадка сохранилась. В августе 1958 года площадка была перенесена на 300 м к юго-западу и располагалась в 150 м к юго-юго-востоку от озера Отрадное и в 80 м к северо-западу от берега бухты Поспелова Карского моря. В сентябре 1965 года в связи с переносом метеокабинета в пристройку к зданию радиобюро метеоплощадка была перенесена на 60 м к северо-востоку. 01 января 1997 года станция была законсервирована, что фактически явилось ее закрытием.
В 2004-06 гг Северным УГМС предпринимались попытки на ее месте установить автоматическую станцию разработки ААНИИ, но эти попытки закончилось неудачей. 15 августа 2010 года, в ходе выполнения рейса НЭС «Михаил Сомов», после длительного перерыва автоматическая станция Мыс Желания была восстановлена. Начиная с 12 часов 16 августа 2010, информация с Мыса Желания в автоматическом режиме поступает на каналы АСПД Росгидромета и на карты погоды.

## Станция в наше время

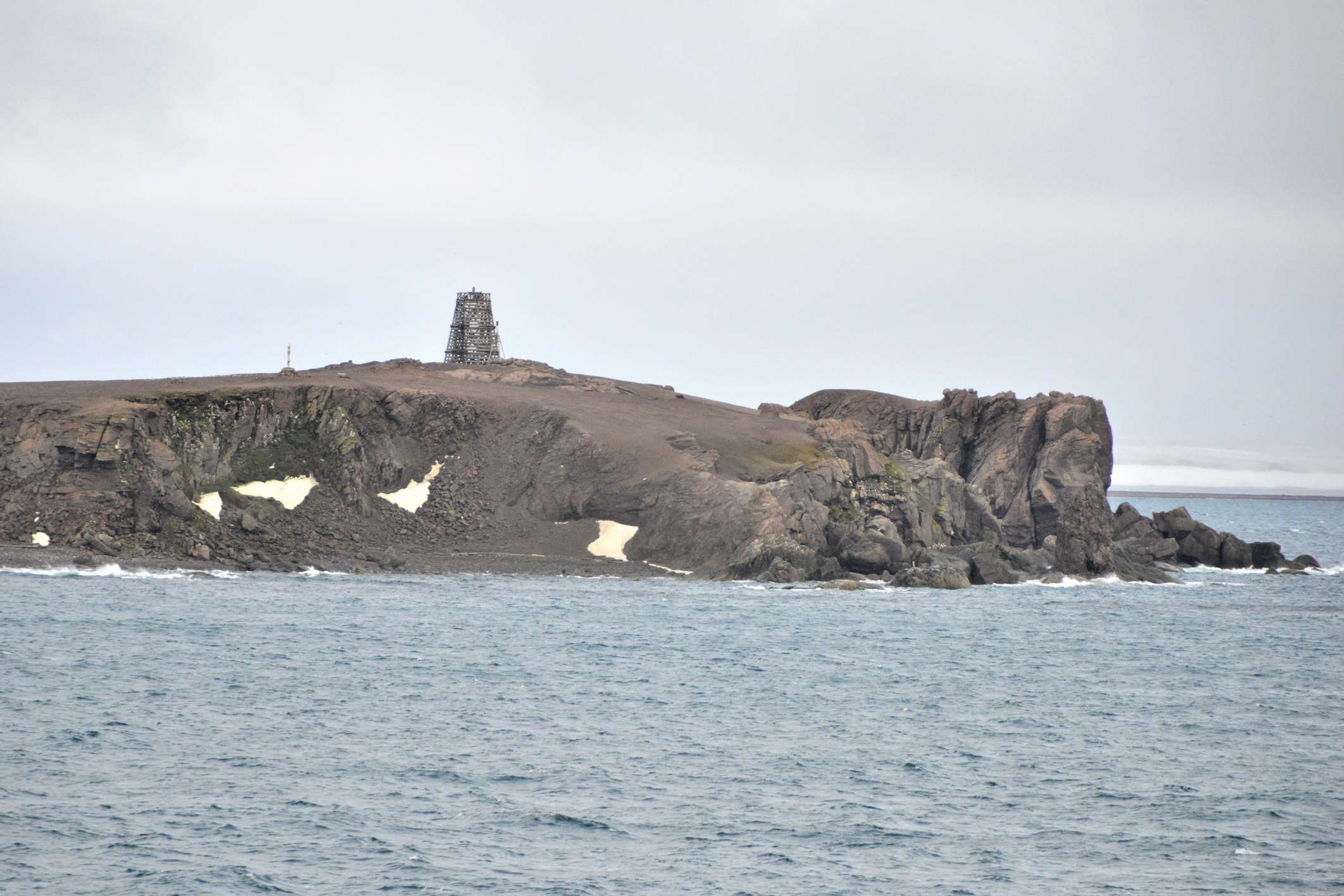
Вид со станции

В 2013 году на мысе Желания был собран и вывезен оставшийся со времен работы станции мусор, включая металлолом, строительные и промышленные отходы, нефтепродукты, топливо — солярку и пр.
В настоящее время на Мысе Желания располагается опорный пункт Национального Парка «Русская Арктика», но проживают там его сотрудники лишь в летний сезон. Опорный пункт на мысе Желания обеспечивается электроэнергией от 24 солнечных модулей. Это количество модулей поддерживает деятельность жилых и рабочих помещений. В результате летом мощности хватает на все хозяйственные нужды и работу бытовой техники.
Туда же на ледоколах организованно привозят туристов. Для их развлечения на Мысе Желания проложены туристические тропы, смотровые площадки. Сотрудники парка организуют экскурсии, повествующие об истории Мыса Желания. На примере полярной станции туристам рассказывают о строениях, наиболее характерных для полярных станций советского периода, о быте метеорологов.